# استوک-آن-ترنت
استوک-آن-ترنت (به انگلیسی: Stoke-on-Trent) شهری در مرکز انگلستان واقع در ناحیه میدلند غربی است. جمعیت این شهر بر اساس آمار ۲۰۱۸ حدود ۲۵۵٬۸۳۳ نفر تخمین زده شده‌است.

## نگارخانه

## ورزش
باشگاه فوتبال استوک سیتی نیز در این شهر قرار دارد.